# 二美仁
二美 仁（ふたみ じん、1948年8月3日 - 2019年2月4日）は、日本の男性演歌歌手。本名、村岡 洋一。
芸名の「二美仁」は、大勢の人達と接する時、常に美しい心で親交を深める様にという意味がある。
宮崎県宮崎市出身。

## 来歴・人物
宮崎県宮崎市高岡町生まれ。6歳の頃より童謡を歌い、宮崎放送に出演するかたわらプロ野球選手に憧れるスポーツ少年として育つ。中学3年の時、野球を続けるには身長、体重ともに不足の為、野球を断念。
その後歌の道を志し、1966年18歳で上京。コロムビアレコードより1967年に歌手デビューを果たした後、日本全国の地方回りを長年続ける中で「津軽じょんがら流れ唄」の曲と出会い、1985年徳間ジャパンより『津軽じょんがら流れ唄』を発売。この曲のヒットによりカラオケファンの注目を浴びるようになる。
その後も国鉄民営化イメージソングとなった『男の出発(たびだち)』（1988年）を始め、『男の堪忍袋』、『夜の爪あと』（1989年）、『じょんがら海峡』（1990年）、『しがらみ太鼓』（1993年）『男の黒田節』などをリリースしている。
2019年2月4日午前4時39分、大腸がんのため死去。70歳没。

## 篤志面接委員として
多忙な音楽活動のかたわら、全国の老人ホーム、刑務所、その他の厚生施設等の慰問を続けている。この長年の地道な活動が認められ、法務省より1984年5月に北海道樺戸郡月形町にある月形刑務所の篤志面接委員に任命され、以降矯正の仕事にも従事している。現在は月形に加えて札幌刑務所の篤志面接委員も兼任し、音楽を通じて受刑者の社会復帰の手助けをしている。
2009年10月16日には長年の篤志面接委員としての功績が認められ、法務大臣より表彰を受ける。さらに2013年4月29日には、長年にわたり篤志面接委員として、周到綿密よく職務を遂行したことを認められ、日本国天皇より藍綬褒章が授章された。

## 主な作品
- 津軽じょんがら流れ唄
- 男(おとこぼし)星
- 男の堪忍袋
- 夜の爪あと
- じょんがら海峡
- 演歌一輪
- 男の出発(たびだち)
- 想い出しのぶ酒
- しがらみ太鼓
- 男の黒田節
- 漁火の宿
- 酔いどれ札幌
- 裏街
- 縁があったら
- 惜別原野
- オホーツク挽歌
- 漁師
- 夢ふたり
- 親父
- 人生この道
- みやざきの風
- 夢・恋・愛
- 運命川
- 女の子守歌
- 母恋艶歌
- 人生酒場
- 柳小路に雨が降る
- みやざきの恋
- 霧ふるえびの

## 出演番組

### テレビ
- 1988年　時代劇スペシャル『花の生涯 井伊大老と桜田門』
- 1989年　『大忠臣蔵』水野小左衛門
- 1990年　『宮本武蔵』
- 1991年　ドキュメント番組『地球発19時』

### ラジオ
- 1990年 - 1992年　HBCラジオ『二美仁のミュージックドライブ』のパーソナリティ